# Число четыре в иудаизме
Число́ четы́ре в иудаи́зме (4; четвёрка) — в Танахе, Талмуде и Мидраше по значению стоит на третьем месте следом за числами семь и три, и опережая число десять.
Числа от 1 до 10 в древнееврейском языке являются именами прилагательными с особыми формами для мужского и женского родов; остаётся непонятным, почему родовые окончания имён числительных — прямо противоположны родовым окончаниям имён существительных и прилагательных. В библейских книгах нет особых знаков для чисел; они выражаются словами; лишь в талмудическое время стали отмечать числа отдельными буквами.

## Танах
Число четыре, указывающее, прежде всего, на 4 стороны света, выступает повсюду, где говорится ο движении во все стороны:
- 4 притока райской реки (Быт. 2:10);
- 4 рога, символизирующие врагов Израиля (Зах. 1:18) и 4 пильщика[2], усмиряющие этих врагов (Зах. 1:20);
- 4 колесницы, означающие четырёх небесных ангелов (Зах. 6:1—5);
- 4 духа с четырьмя лицами и четырьмя крылами у каждого, как образ повсюду проявляющегося Божественного Промысла (Иез. 1:5);
- 4 тяжкие казни («меч, и голод, и лютых зверей, и моровую язву») как символ полного всестороннего суда Божия (Иез. 14:21)[1].

Числа, кратные четырём
Из чисел, кратных четырём, важную роль играет число 40, 40-летний возраст даётся как возраст для женитьбы и для вступления в должность. 40-летие, как средняя продолжительность одного поколения, является вообще средним периодом всякой исторической эпохи:
- 40-летнее странствование по пустыне;
- 40-летняя продолжительность пребывания у власти судей израильских царей.

Сюда же относятся числа 80, 20 и трёхкратное 40, как продолжительность жизни выдающихся лиц.
Не менее употребительно число 40 для обозначения:
- небольшого промежутка времени («сорок дней и сорок ночей» в Быт. 7:4; «сорок дней… на бальзамирование» в Быт. 50:3);
- 40 дней и ночей пребывания Моисея на Синае (Исх. 24:18);
- 40 ударов, как высшая степень наказания, не лишающего наказуемого его чести (Втор. 25:2—3)[1].

## Талмуд, Мидраш
Число четыре сохранило своё значение и в талмудической литературе:
- 4 постановления ο субботнем отдыхе, ο жертвенном культе, 4 рода клятв[3];
- 4 отрывка из Торы помещаются в филактериях, на двух противоположных сторонах головной тфилы расположены 3- и 4-ногая буквы шин;
- 4 бокала вина выпиваются в пасхальной затрапезной вечере[1][4][5], число четыре играет важную роль в праздновании пасхального вечера и составлении Агады[4];
- 4 вопроса пасхальной Агады, таково же число вопрошающих сыновей[4];
- 4 вопроса в гимне «Эн кэлохену»;
- 4 благословения молитвы «Биркат ха-мазон» на поминках.